# Пик, Альберт
Альберт Пик (нем. Albert Pick, 15 мая 1922, Кёльн, — 22 ноября 2015, Гармиш-Партенкирхен) — немецкий бонист, менеджер. Всемирно признанный специалист бумажных денег, составивший свой первый каталог в 1974 году. Его каталоги банкнот мира используют все коллекционеры мира.
Альберт Пик начал собирать свою коллекцию в 1930 году. Позже он изучал философию, литературу и историю, и к 1964 году, когда решил посвятить себя бонистике и изучению бумажных денег и стать признанным экспертом, работал менеджером в издательстве.
Помимо своей основной работы — «Стандартного каталога мировых бумажных денег» — Пик опубликовал множество книг, за которые получил несколько международных наград.
В последние годы жизни жил в германском населённом пункте Гармиш-Партенкирхене.